# Регресивне оподаткування
Регресивне оподаткування (англ. Regressive tax) — система оподаткування, за якої середня ставка знижується при збільшенні оподатковуваної величини. Це означає, що при збільшенні доходів економічного агента, ставка падає, і, навпаки, зростає, якщо дохід зменшується.
Регресивний податок накладає на бідних більший тягар (щодо ресурсів), ніж на багатих: існує обернена залежність між ставкою податку і платоспроможністю платника податків, вимірюваною активами, споживанням або доходом. Ці податки, як правило, знижують податковий тягар людей з вищою платоспроможністю, переносячи відносний тягар на людей, у яких вона нижча.
Як правило, при регресивному оподаткуванні, доходи діляться на частини, кожна з яких оподатковується за своєю ставкою, тобто знижені ставки діють не для об'єкта оподаткування, а для його частини, яка перевищує попередню. Наприклад, податки, що стягуються у формі фіксованого відсотка на витрати, такі як ПДВ, або прямі фіксовані податки, наприклад, подушний податок (англ. poll tax) або ліцензійний збір за телевізори у Великій Британії, є регресивними за своїм кінцевим результатом.
Регресивне оподаткування застосовують у сфері імпорту, торгівлі, виробництва товарів та послуг. Також за регресивним принципом розраховують низку спеціальних зборів, періоди оподаткування за ними є різними. Так, наприклад, у суді державне мито на подання заяви залежить від розмірів майнових вимог позивача.
Протилежністю регресивного податку є прогресивний податок, за якого середня податкова ставка збільшується в міру збільшення суми, що підлягає оподаткуванню. Між ними перебуває фіксований чи пропорційний податок, де ставка податку залишається фіксованою незалежно від суми оподаткування.

### Імплементація
У 2005 році швейцарський кантон Обвальден запровадив регресивну систему оподаткування. Вона була скасована Федеральним Верховним судом Швейцарії у 2007 році, оскільки суперечила Федеральній конституції Швейцарії.